# Беличи (дворянский род)
Беличи — дворянский род.
Родоначальник Белич Ефим Иванович — в 1771 Георгиевский кавалер, в 1784 г. полковник (с 1782) Селенгинского пехотного полка, пожалован дворянством.

## Описание герба
Щит разрезан горизонтально на две части, из них в первой части, в голубом поле, изображена пятиконечная серебряная звезда, во второй части, в серебряном поле, — протекающая река Дунай с плывущею галерою, у которой на корме зелёный турецкий флаг с серебряным полумесяцем, и посреди этой галеры воткнута шпага с лавровой ветвью.
На щите дворянский коронованный шлем. Нашлемник: три страусовых пера. Намёт на щите голубой, подложен серебром. Герб Белича внесён в Часть 1 Общего гербовника дворянских родов Всероссийской империи, стр. 114.